# Ostilio Ricci
Ostilio Ricci (1540, Fermo – 1603, Florența) a fost un matematician italian.

## Biografie
A fost profesor universitar în Florența la Accademia delle Arti del Disegno, fondată în anul1560 de Giorgio Vasari. Ricci mai este cunoscut ca fiind profesorul lui Galileo Galilei.
Ricci a fost matematician în cadrul curții lui Francesco I de' Medici, Mare duce de Toscana in Florenta, in 1580, when Galileo attended his lectures in Pisa.
Galileo was enrolled at the University of Pisa, by his father Vincenzio, in order to study medicine. Instead, Galilei more interested in mathematics, after meeting Ostilio Ricci, a former student of Niccolò Tartaglia. Ricci considered the mathematics not to be a distinct science, but a practical tool for problems in mechanics and engineering. Ostilio Ricci is systematically cited in the various biographies of Galileo Galilei.

## Lucrari
- Ostilio Ricci, Problemi di Geometria Pratica: L'uso dell'Archimetro, Manuscript, Florence, Biblioteca Nazionale, II – 57